# Боровнице
Боровнице су широко распрострањена група вишегодишњих цветних биљака скривеносеменица са плавим или љубичастим бобицама. Класификовани су у подрод Cyanococcus у оквиру рода Vaccinium. Vaccinium такође укључује бруснице, северноамеричке боровнице, европске боровнице и боровнице Мадера. Комерцијалне боровнице - и дивље (ниски грм) и култивисане (високи грм) - пореклом су из Северне Америке. Сорте високог грма уведене су у Европу током 1930-их.
Стабло боровнице је обично лежећи грм које може варирати у величини од 10 cm до 4 м у висину. У комерцијалној производњи боровнице, врсте са ситним бобицама величине грашка које расту на ниским грмовима познате су као „боровнице ниског грма“ (синоним за „дивље“), док су познате врсте са крупнијим бобицама које расту на вишим, култивисаним грмовима, познате као „високе боровнице“. Канада је водећи произвођач боровница са ниским грмом, док Сједињене Државе производе око 40% светске понуде боровнице високог грма.

## Порекло и историја гајења
Род Vaccinium има углавном циркумполарну дистрибуцију, са врстама углавном присутним у Северној Америци, Европи и Азији. Многе комерцијално доступне врсте са енглеским уобичајеним називима укључујући и „боровница“ потичу из Северне Америке, посебно из Атлантске Канаде, из североистока Сједињених Држава су дивље (ниске) боровнице, и неколико америчких држава и Британска Колумбија за култивисане (високе) боровнице. Први народи Канаде су миленијумима конзумирали дивље боровнице. Високе боровнице су први пут узгајане у Њу Џерсију почетком 20. века.
Северноамеричке аутохтоне врсте боровница се комерцијално узгајају на јужној хемисфери у Аустралији, Новом Зеланду и јужноамеричким нацијама. Колумбијска или андска боровница, бере се са самониклих грмова и обично је доступна локално. Неколико других дивљих грмова из рода Vaccinium такође производи плаве бобице које се обично једу, као што су претежно европске и друге боровнице, које на многим језицима имају име које се на енглеском преводи као „боровница“.

## Опис
Пет врста боровница дивље расте у Канади, укључујући Vaccinium myrtilloides, Vaccinium angustifolium и Vaccinium corymbosum, које расту у шумама или у близини мочвара.
Дивље боровнице се размножавају унакрсним опрашивањем, при чему свако семе производи биљку различитог генетског састава, узрокујући унутар исте врсте разлике у расту, продуктивности, боји, карактеристикама листова, отпорности на болести, укусу и другим карактеристикама воћа. Мајка биљка развија подземне стабљике зване ризоми, омогућавајући биљци да формира мрежу ризома. Цветни и лисни пупољци се повремено развијају дуж стабљика биљке, при чему сваки цветни пупољак даје 5-6 цветова и коначно плод. Дивље боровнице преферирају кисело земљиште, рН између 4,2 и 5,2 и само умерене количине влаге. Отпорне су на хладноћу у свом канадском подручју и америчкој држави Мејн. Дивље (ниске) боровнице имају просечну зрелу тежину од 0,3 г.
Култивисане боровнице преферирају песковита или глинена тла, са плитким кореновим системом који користи малч и ђубриво. Листови боровнице високог грма могу бити или листопадни или зимзелени, јајасти до копљасти, дужине 1-8 cm и ширине 0,5 до 3,5 cm. Цветови су звонасти, бели, бледо ружичасти или црвени, понекад зеленкасти.
- Дивље боровнице у јесењем лишћу, Северна Каролина
- Дозрела боровница
- Избор боровница, који приказује типичне величине бобица. Скала је означена у центиметрима.

Плод је бобица пречника 5-16 мм са разгртаном круном на крају; у почетку су бледо зеленкасти, затим црвенкасто-љубичасте, и коначно једнолично плави када сазру. Прекривени су заштитним премазом од прашкастог епикутикуларног воска, колоквијално познатог као "цвет". Обично имају сладак укус када су зрели, са променљивом киселошћу. Грмови боровнице обично доносе плод усред вегетације: на време сазревања утичу локални услови као што су клима, надморска висина и географска ширина, тако да време бербе на северној хемисфери може да варира од маја до августа.

## Врсте
- Vaccinium angustifolium (lowbush blueberry):[12][4]
- Vaccinium boreale (northern blueberry)
- Vaccinium caesariense (New Jersey blueberry)
- Vaccinium corymbosum (northern highbush blueberry)[12]
- Vaccinium darrowii (evergreen blueberry)
- Vaccinium elliottii (Elliott blueberry)
- Vaccinium formosum (southern blueberry)
- Vaccinium fuscatum (black highbush blueberry; syn. V. atrococcum)
- Vaccinium hirsutum (hairy-fruited blueberry)
- Vaccinium myrsinites (shiny blueberry)
- Vaccinium myrtilloides (Canadian blueberry)
- Vaccinium pallidum (dryland blueberry)
- Vaccinium simulatum (upland highbush blueberry)
- Vaccinium tenellum (southern blueberry)
- Vaccinium virgatum (rabbiteye blueberry; syn. V. ashei)[12]

Неке друге врсте Vaccinium са плавим плодовима:
- Vaccinium koreanum (Korean blueberry)
- Vaccinium myrtillus (bilberry or European blueberry)
- Vaccinium uliginosum (bog bilberry/blueberry, northern bilberry or western blueberry)

## Кулинарска употреба
Боровнице се продају свеже или се прерађују као брзо замрзнуто воће, пире, сок или сушено воће. Оне се затим могу користити у разним производима широке потрошње, као што су желеи, џемови, пите, мафини, грицкалице, палачинке или као додатак житарицама за доручак.
Џем од боровнице се прави од боровница, шећера, воде и воћног пектина. Сос од боровнице је слатки сос који се припрема користећи боровнице као примарни састојак.
Вино од боровнице се прави од бобица које ферментишу и затим сазревају; обично се користи сорта ниског грма.

### Хранљиве материје
Боровнице се састоје од 14% угљених хидрата, 0,7% протеина, 0,3% масти и 84% воде. Садрже само занемарљиве количине микронутријената, са умереним нивоима (у односу на одговарајуће дневне вредности) (ДВ) есенцијалног дијететског минерала мангана, витамина Ц, витамина К и дијететских влакана (табела). Генерално, садржај хранљивих материја у боровницама је низак проценат ДВ (табела). Порција од 100 грама даје релативно ниску калоријску вредност од 57 ккал са гликемијским оптерећењем од 6.

### Фитохемикалије и истраживања
Боровнице садрже антоцијанине, друге полифеноле и разне фитонутријенте под прелиминарним истраживањима због њихових потенцијалних биолошких ефеката. Већина истраживања полифенола је спроведена коришћењем високожбунасте сорте боровнице, а садржај полифенола и антоцијана у нискожбунастим (дивљим) боровницама премашује вредности које се налазе у високожбунастим сортама.
- Резана боровница која показује како, након што су замрзнути, а затим одмрзнути, антоцијанини у перикарпу могу да уђу у оштећене ћелије, бојећи месо.
- Структура антоцијана, плавих пигмената у боровницама.[15]

## Култивација

#### Европа
Боровнице високог грма су први пут уведене у Немачку, Шведску и Холандију 1930-их година, а од тада су се прошириле на бројне друге земље Европе.

## Производња
У 2020. светска производња боровница (комбинована ниска и висока грмља) била је 850.886 тона, предвођена Сједињеним Државама са 35% глобалне производње и Перуом са 21%. Канада је произвела 146,370, Мексико 50,293 и Шпанија 48,520 тона.